# Günther Schulemann
Günther Schulemann (* 26. August 1889 in Neisse in der Provinz Schlesien; † 15. Juni 1964 in Dresden) war ein deutscher römisch-katholischer Theologe und Professor für Philosophie an der Friedrich-Wilhelms-Universität Breslau.

## Leben

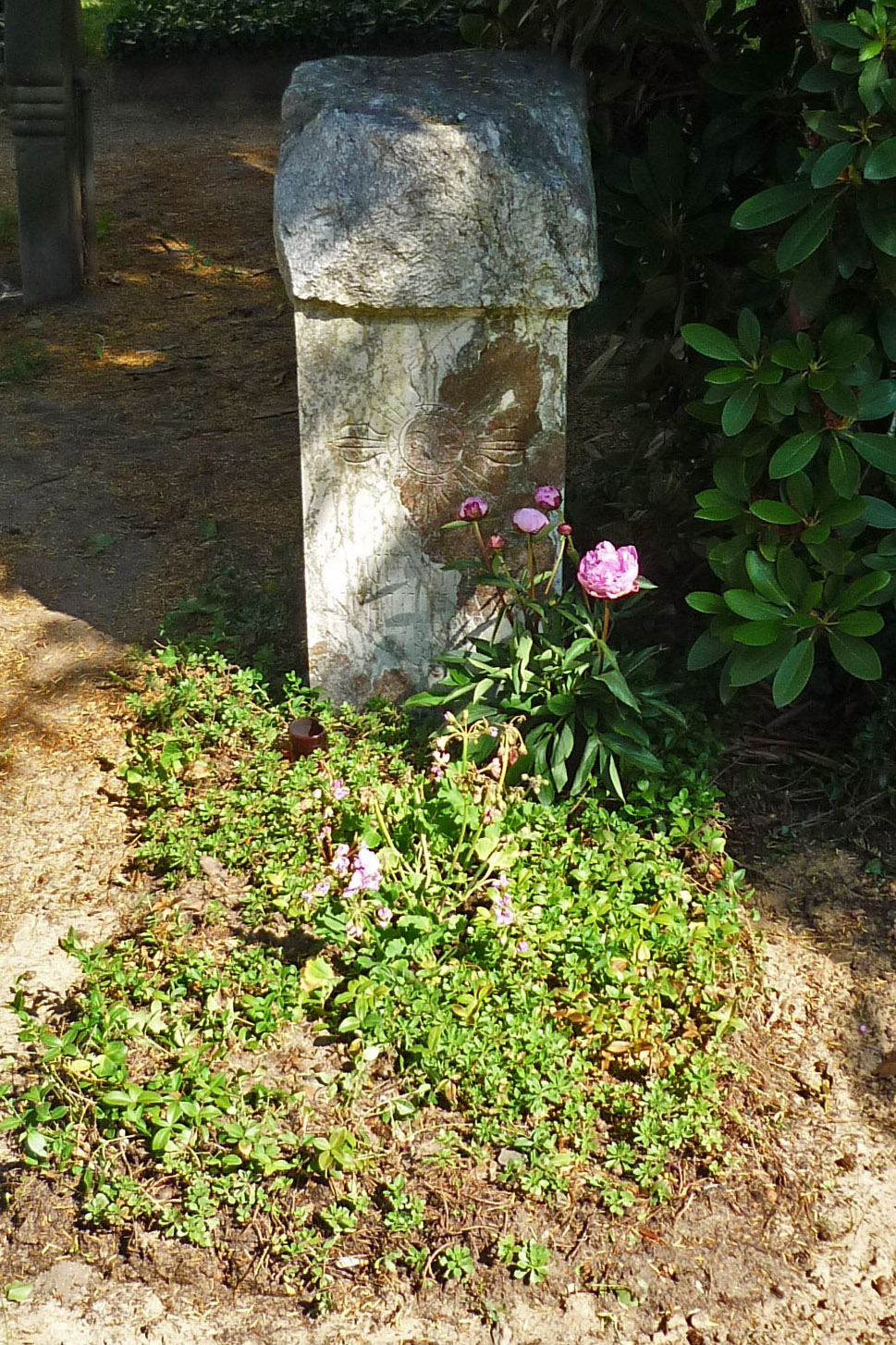
Grabstein von Günther Schulemann auf dem Loschwitzer Friedhof in Dresden mit Yin-und-Yang-Zeichen in der Mitte des Kreuzes

Günther Schulemann studierte in Berlin, Freiburg im Breisgau und Breslau und promovierte 1913 an der Friedrich-Wilhelms-Universität in Breslau auf dem Gebiet der scholastischen Philosophie über Thomas von Aquin. Im Jahre 1918 wurde er zum Priester geweiht und wirkte  als Studentenpfarrer und Domvikar 15 Jahre am Breslauer Dom unter Erzbischof Adolf Bertram (1859–1945). Die Habilitationsschrift legte er im Jahre 1923 an der Universität Breslau vor. Ab 1924 wirkte er an dieser Universität als Privatdozent und ab 1930 als Außerordentlicher Professor für Philosophie. Mit der Philosophin Edith Stein stand er in geistigem Austausch über Glaubensfragen.
Durch seine guten Kenntnisse der tibetischen und chinesischen Sprache pflegte er wissenschaftliche Kontakte nach Tibet und China und kannte die Kulturen beider Länder. Allerdings lehnte er eine Berufung an die Fu-Jen-Universität in Peking ab.
Im Jahre 1939 wurde Günther Schulemann durch die Nationalsozialisten aus dem Lehramt der Universität entlassen. Seit 1934 lebte er in Brückenberg im Riesengebirge, wo er als Pfarradministrator eingesetzt war, und war mit dem in Agnetendorf lebenden Schriftsteller Gerhart Hauptmann befreundet. Nach dessen Tod im Juli 1946 siedelte zusammen mit dessen Angehörigen und anderen Intellektuellen (u. a. die Schriftsteller Gerhart Pohl und Peter Alfons Steiniger) aus Schlesien im sogenannten „Sonderzug Gerhart Hauptmann“ von Hirschberg nach Berlin um. Er sah im nunmehr polnischen Schlesien keine Arbeitsmöglichkeiten mehr und zog es vor, mit in die damalige Sowjetische Besatzungszone überzusiedeln. Dadurch gelang es ihm, viele seiner Bücher und wissenschaftlichen Abhandlungen zu retten.
Er war danach im Dienste des Bistums Meißen tätig, wo er u. a. die Wachwitzer Kapelle (heute im Besitz des Archiconvents der Templer) betreute. Seine Vorträge und Predigten, die von einem weltumspannenden Geist und west-östlichem Humanismus beseelt waren, wurden u. a. auch von den Künstlern Josef Hegenbarth, Georg Nerlich, Max Lachnit und Friedrich Press besucht. Er war damit ein Brückenbauer zu fernen Welten und Kulturen.
Für die durch ihn vermittelte Einbindung der asiatischen Religionen und Kulturen in die abendländische Philosophie erhielt er im Jahre 1952 die Ehrendoktorwürde der Universität Münster.
Er starb im Jahr 1964. Sein Grab befindet sich auf dem Loschwitzer Friedhof in Dresden-Loschwitz.

## Werke von Günther Schulemann
- Das Kausalprinzip in der Philosophie des Hl. Thomas von Aquino. Münster 1915 (Dissertation an der Friedrich-Wilhelms-Universität Breslau, 1913)
- Geschichte der Dalai-Lamas. Winter, Heidelberg (1911)
- Kern aller Philosophie. Frankes Buchh., Habelschwerdt (1923)
- Vom inneren Leben. Borgmeyer, Breslau (1927)
- Die Lehre von den Transcendentalien in der scholastischen Philosophie. Meiner-V., Leipzig (1929)
- Ästhetik. Borgmeyer, Breslau (1930)
- Buddha, Leben und Lehre. Borgmeyer, Breslau (1931)
- Die Botschaft des Buddha vom Lotos des guten Gesetzes. Herder, Freiburg (1937)
- Warum glauben? Franke, Breslau (1940)
- Weg der Vergeistigung. St.-Benno-Verlag, Leipzig (1953)
- Geschichte der Dalai-Lamas. Harrassowitz, Leipzig (1958)
- Predigt vor tauben Ohren (1959)